# Agonopterix cyrniella
Agonopterix cyrniella is een vlinder uit de familie grasmineermotten (Elachistidae). De wetenschappelijke naam is voor het eerst geldig gepubliceerd in 1929 door Rebel.
De soort komt voor in Europa.